# Efecto pistolero

Se le atribuye la creación de esta teoría al físico Niels Bohr

El efecto pistolero, también llamado a veces ley de Bohr o dilema del pistolero, es una teoría psicofísica que dice que un movimiento intencional es más lento que un movimiento automático o de reacción. El concepto lleva el nombre del físico Niels Henrik David Bohr, quien dedujo que la persona que desenfunda el arma en segundo lugar en un tiroteo será quien gane la disputa.

## Experimento de Bohr

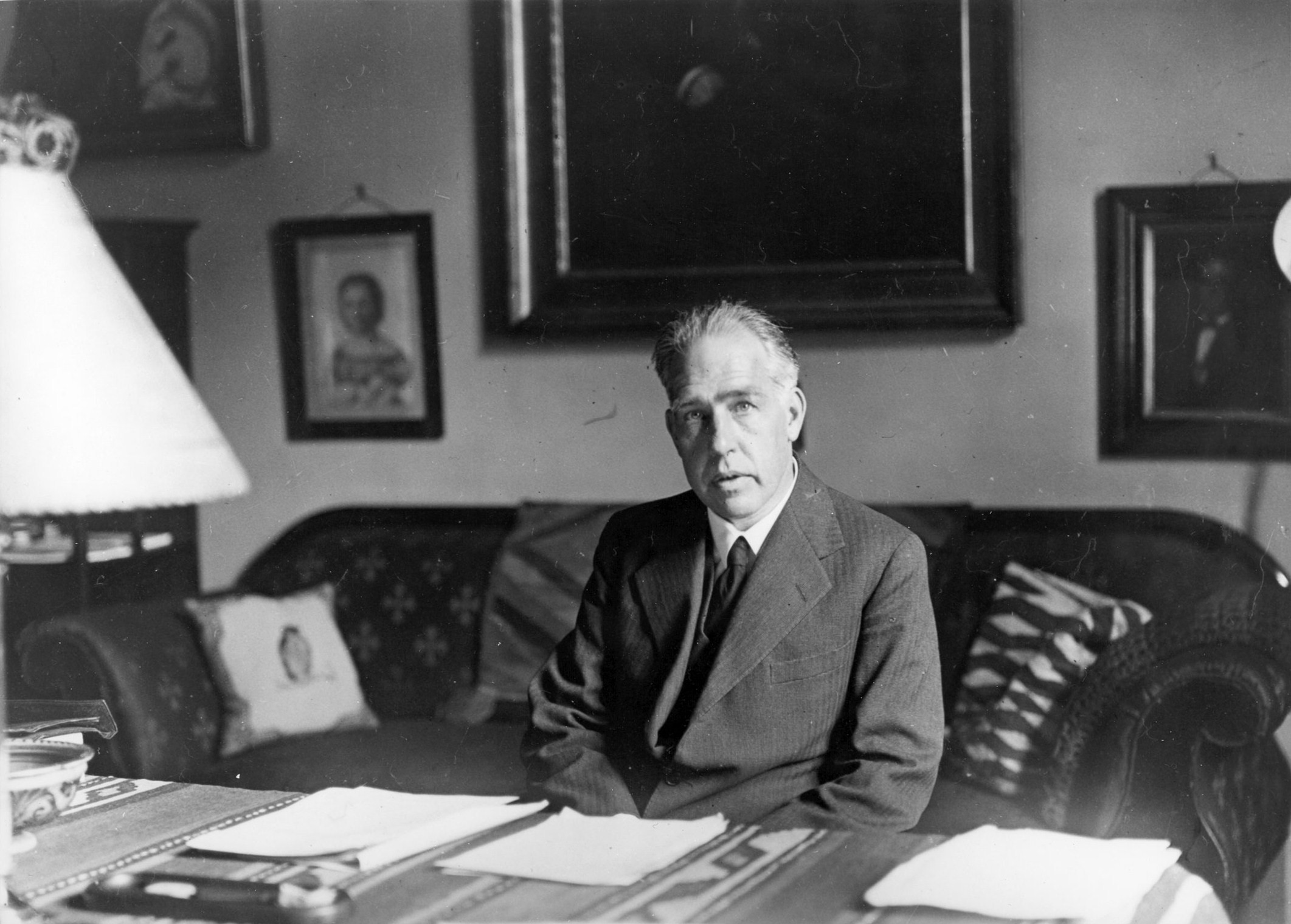
Niels Bohr (1935)

Al físico danés Niels Henrik David Bohr se le ocurrió la hipótesis después de ver películas del Oeste, que con frecuencia mostraban al protagonista desenfundando la pistola después de su oponente y aun así ganando. Él planteó la hipótesis de que una persona, al reaccionar, podría moverse más rápido que su oponente, el cual se mueve deliberadamente. Bohr organizó tiroteos simulados usando pistolas de perdigones con sus alumnos para probar esta hipótesis. Bohr descubrió que la persona que desenfundaba en segundo lugar siempre ganaba en estos experimentos, lo que lo llevó a concluir que desenfundar primero creaba una clara desventaja. Basándose en la inevitabilidad de este resultado, Bohr sugirió que la conclusión más lógica de un tiroteo sería un arreglo pacífico, ya que ninguno de los pistoleros querría sacar primero sabiendo que perdería.

## Evidencia experimental
Investigaciones posteriores confirmaron la hipótesis básica, mostrando que los movimientos intencionales y los movimientos de reacción estaban controlados por dos sistemas separados, y que no se limitaban simplemente a los movimientos de manos o brazos. El efecto del pistolero se aplica a la reacción inicial, no al control posterior de las extremidades, pero no hay compensación entre esa reacción temprana y la precisión de puntería posterior.
Un estudio realizado en la Universidad de Birmingham encontró que los sujetos se movían un 10% más rápido cuando reaccionaban en lugar de actuar con intención. Sin embargo, el estudio también encontró que los movimientos reactivos eran menos precisos que los intencionales y que el aumento de la velocidad de movimiento no compensó el retraso inicial. Debido a esto, los autores del estudio exponen que el aumento de la velocidad no otorgaría mucha ventaja en un tiroteo, aunque sí puede ser ventajoso en otras situaciones.
Algunos estudios posteriores encontraron que aunque las reacciones de los voluntarios eran más rápidas que las acciones deliberadas durante tareas simples de un solo paso, esta ventaja no estaba presente en acciones más complejas con varios pasos a seguir. Además, el efecto se invirtió cuando a los voluntarios se les presentó una opción de acción, y los voluntarios que reaccionaron se movieron más lentamente.
Un estudio de 2020 encontró que la ley de Bohr se cumplió durante las acciones de todo el cuerpo y no se limitó a tareas simples con una sola mano.

## Aplicaciones
La comparación entre tiempos de reacción y velocidad de movimiento deliberado tiene aplicaciones para deportes y duelos. Un estudio de 2014 realizado con dos grupos, practicantes de karate y personas sin entrenamiento de karate, encontró que las reacciones eran más rápidas que los movimientos intencionales, independientemente del entrenamiento.